# 范布倫公園 (印地安納州)
范布倫公園（英語：Van Buren Park）是位於美國印第安納州門羅縣的一個非建制地區。該地的面積和人口皆未知。